# Eleanor Summerfield
Pour les articles homonymes, voir Eleanor et Summerfield.
Eleanor Summerfield (née le 7 mars 1921 à Londres et morte le 13 juillet 2001 dans la même ville) est une actrice anglaise.
Elle était la femme de l'acteur Leonard Sachs (en) et la mère de l'acteur Robin Sachs et Toby Sachs.

## Filmographie
- 1947 : Je cherche le criminel : Miss Carteret
- 1948 : London Belongs to Me : Meerna Watson
- 1948 : The Weaker Sex (en) de Roy Ward Baker : Clippie
- 1948 : The Story of Shirley Yorke (en) : Doris
- 1949 : All Over the Town (en) : Beryl Hopper
- 1949 : No Way Back (en) : Beryl
- 1949 : Man on the Run (en) : May Baker
- 1951 : The Third Visitor (en) : Vera Kurton
- 1951 : Rires au paradis : Sheila Wilcott, la secrétaire de Deniston
- 1951 : Scrooge : Miss Flora
- 1952 : The Last Page : Vi
- 1952 : La Merveilleuse Histoire de Mandy : Lily Tabor
- 1952 : Top Secret (en)
- 1953 : Street Corner de Muriel Box : Edna Hurran
- 1953 : Isn't Life Wonderful! (en) : Tante Kate
- 1954 : Face the Music : Barbara Quigley
- 1954 : Murder by Proxy (aussi connu sous le nom Blackout) : Maggie Doone
- 1954 : Final Appointment : Jenny Drew
- 1956 : La Page arrachée (Lost) : sergent Cook
- 1956 : It's Great to Be Young (en) : barman
- 1957 : No Road Back (en) : Marguerite
- 1958 : A Cry from the Streets (en) : Gloria
- 1960 : Dentist in the Chair (en) : Ethel
- 1961 : Donald et les Pygmées cannibales (Spare the Rod) : Madame Harkness
- 1961 : Don't Bother to Knock (en) : Mère
- 1961 : On the Fiddle : Flora McNaughton
- 1961 : Petticoat Pirates (en) : chef Wren Mabel Rawlins
- 1962 : Sept heures avant la frontière : madame Bastian
- 1962 : Le Limier de Scotland Yard : sergent Wilkins
- 1963 : Le Deuxième Homme : Hilda Tanner
- 1969 : The Spy Killer
- 1970 : Foreign Exchange (en) : madame Roberts
- 1970 : Some Will, Some Won't (en) : Elizabeth Robson
- 1981 : Les Yeux de la forêt : madame Thayer
- 1982 : The Island of Adventure